# Linia kolejowa nr 989
Linia kolejowa 989 – drugorzędna, jednotorowa, zelektryfikowana linia kolejowa, łącząca stację Hurko i rozjazd 34 stacji Medyka Towarowa.